# Onthophagus trawalla
Onthophagus trawalla là một loài bọ cánh cứng trong họ Bọ hung (Scarabaeidae).